# ATP de Pörtschach
O Hypo Group Tennis International foi um torneio profissional de tênis masculino pertencente ao ATP World Tour disputado em terra-batida no Werzer Arena, em Pörtschach, na Áustria. 

## Evolução
| Período   | Local      |
| --------- | ---------- |
| 2008–2006 | Pörtschach |
| 2005–1994 | St. Pölten |
| 1993–1990 | Genebra    |
| 1989–1981 | Bari       |

## Finais

### Simples
| Ano  | Campeão            | Vice-campeão           | Resultado     |
| ---- | ------------------ | ---------------------- | ------------- |
| 2008 | Nikolay Davydenko  | Juan Mónaco            | 6–2, 2–6, 6–2 |
| 2007 | Juan Mónaco        | Gaël Monfils           | 7–63, 6–0     |
| 2006 | Nikolay Davydenko  | Andrei Pavel           | 6–0, 6–3      |
| 2005 | Nikolay Davydenko  | Jürgen Melzer          | 6–3, 2–6, 6–4 |
| 2004 | Filippo Volandri   | Xavier Malisse         | 6–1, 6–4      |
| 2003 | Andy Roddick       | Nikolay Davydenko      | 6–3, 6–2      |
| 2002 | Nicolás Lapentti   | Fernando Vicente       | 7–5, 6–4      |
| 2001 | Andrea Gaudenzi    | Markus Hipfl           | 6–0, 7–5      |
| 2000 | Andrei Pavel       | Andrew Ilie            | 7–5, 3–6, 6–2 |
| 1999 | Marcelo Ríos       | Mariano Zabaleta       | 4–4, ab.      |
| 1998 | Marcelo Ríos       | Vincent Spadea         | 6–2, 6–0      |
| 1997 | Marcelo Filippini  | Patrick Rafter         | 7–6, 6–2      |
| 1996 | Marcelo Ríos       | Félix Mantilla         | 6–2, 6–4      |
| 1995 | Thomas Muster      | Bohdan Ulihrach        | 6–3, 3–6, 6–1 |
| 1994 | Thomas Muster      | Tomás Carbonell        | 4–6, 6–2, 6–4 |
| 1993 | Thomas Muster      | Magnus Gustafsson      | 7–6, 6–4      |
| 1992 | Andrei Medvedev    | Guillermo Pérez-Roldán | 6–3, 6–4      |
| 1991 | Carl-Uwe Steeb     | Jordi Arrese           | 6–3, 6–4      |
| 1990 | Ronald Agénor      | Tarik Benhabiles       | 3–6, 6–4, 6–3 |
| 1989 | Juan Aguilera      | Marián Vajda           | 4–6, 6–3, 6–4 |
| 1988 | Thomas Muster      | Marcelo Filippini      | 2–6, 6–1, 7–5 |
| 1987 | Claudio Pistolesi  | Francesco Cancellotti  | 6–7, 7–5, 6–3 |
| 1986 | Kent Carlsson      | Horacio de la Peña     | 7–5, 6–7, 7–5 |
| 1985 | Claudio Panatta    | Lawson Duncan          | 6–2, 1–6, 7–6 |
| 1984 | Henrik Sundström   | Pedro Rebolledo        | 7–5, 6–4      |
| 1983 | Corrado Barazzutti | Carlos Castellán       | 6–0, 6–1      |
| 1982 | Paul McNamee       | Balázs Taróczy         | 6–2, 6–2      |
| 1981 | Zoltan Kuharszky   | Paolo Bertolucci       | 6–4, 6–0      |

### Duplas
| Ano  | Campeões                           | Vice-campeões                        | Resultado         |
| ---- | ---------------------------------- | ------------------------------------ | ----------------- |
| 2008 | Marcelo Melo André Sá              | Julian Knowle Jürgen Melzer          | 7–5, 6–7, [13–11] |
| 2007 | Simon Aspelin Julian Knowle        | Leoš Friedl David Škoch              | 7–6, 5–7, [10–5]  |
| 2006 | Paul Hanley Jim Thomas             | Oliver Marach Cyril Suk              | 6–3, 4–6, [10–5]  |
| 2005 | Lucas Arnold Ker Paul Hanley       | Martin Damm Mariano Hood             | 6–3, 6–4          |
| 2004 | Mariano Hood Petr Pála             | Tomáš Cibulec Leoš Friedl            | 3–6, 7–5, 6–4     |
| 2003 | Simon Aspelin Massimo Bertolini    | Sargis Sargsian Nenad Zimonjić       | 6–4, 6–7, 6–3     |
| 2002 | Petr Pála David Rikl               | Mike Bryan Michael Hill              | 7–5, 6–4          |
| 2001 | Petr Pála David Rikl               | Jaime Oncins Daniel Orsanic          | 6–3, 5–7, 7–5     |
| 2000 | Mahesh Bhupathi Andrew Kratzmann   | Andrea Gaudenzi Diego Nargiso        | 7–6, 6–7, 6–4     |
| 1999 | Andrew Florent Andrei Olhovskiy    | Brent Haygarth Robbie Koenig         | 5–7, 6–4, 7–5     |
| 1998 | Jim Grabb David Macpherson         | David Adams Wayne Black              | 6–4, 6–4          |
| 1997 | Kelly Jones Scott Melville         | Luke Jensen Murphy Jensen            | 6–2, 7–6          |
| 1996 | Ctislav Doseděl Pavel Vízner       | David Adams Menno Oosting            | 6–7, 6–4, 6–3     |
| 1995 | Bill Behrens Matt Lucena           | Libor Pimek Byron Talbot             | 7–5, 6–4          |
| 1994 | Vojtěch Flégl Andrew Florent       | Adam Malik Jeff Tarango              | 3–6, 6–1, 6–4     |
| 1993 | Sergio Casal Emilio Sánchez        | Mark Koevermans Greg Van Emburgh     | 6–3, 7–6          |
| 1992 | Shelby Cannon Greg Van Emburgh     | Paul Haarhuis Mark Koevermans        | 6–1, 6–1          |
| 1991 | Marcos Aurelio Gorriz Alfonso Mora | Massimo Ardinghi Massimo Boscatto    | 5–7, 7–5, 6–3     |
| 1990 | Tomás Carbonell Udo Riglewski      | Cristiano Caratti Federico Mordegan  | 7–6, 7–6          |
| 1989 | Simone Colombo Claudio Mezzadri    | Sergio Casal Javier Sánchez          | 0–6, 6–3, 6–3     |
| 1988 | Thomas Muster Claudio Panatta      | Francesco Cancellotti Simone Colombo | 6–3, 6–1          |
| 1987 | Christer Allgardh Ulf Stenlund     | Roberto Azar Marcelo Ingaramo        | 2–6, 7–5, 7–5     |
| 1986 | Gary Donnelly Tomáš Šmíd           | Sergio Casal Emilio Sánchez          | 2–6, 6–4, 6–4     |
| 1985 | Alejandro Ganzábal Claudio Panatta | Marcel Freeman Laurie Warder         | 6–4, 6–2          |
| 1984 | Stanislav Birner Libor Pimek       | Marcel Freeman Tim Wilkison          | 2–6, 7–6, 6–4     |